# Thales (bokförlag)
Thales är ett svenskt, på filosofisk litteratur inriktat bokförlag. Förlaget drivs genom en stiftelse och grundades 1985. Utgivningen sker utan vinstintresse.
Thales utgivning innefattar dels klassiska filosofer, såsom David Hume, Immanuel Kant och Ludwig Wittgenstein, dels nyare sådana, såsom Peter Singer och Ann Heberlein.